# まつかぜ (船舶)
まつかぜは、厚生労働省所有の旅客船。国立療養所大島青松園の交通船として、大島〜高松港、大島〜庵治港の間で運航されている。

## 概要
日本初の三胴船（トリマラン）のバリアフリー対応高速旅客船として広島県尾道市の石田造船で建造され、2005年（平成17年）3月に竣工した。
ハンセン病療養施設である国立療養所大島青松園の交通船であるため、バリアフリー化が図られている。船内は段差のないフラットな構造となっているほか、乗下船のために電動式エレベーターおよび電動式タラップを装備している。安全性と定時性の向上を図るため、船型は動揺が少なく波に強い三胴船とされ、船体はFRPを使用しており従来船より高速化された。